# Тиобут
Тиобут — река на острове Сахалин, левый приток реки Лютога. Длина — 52 км. Площадь водосбора — 346 км².
Начинается на склоне горы Средняя, входящей в состав Мицульского хребта. Течёт в общем южном направлении по гористой местности, покрытой пихтово-берёзовым лесом. Впадает в реку Лютога слева на расстоянии 81 км от её устья на высоте 105,4 метра над уровнем моря. Ширина реки у подножия горы Чаплакова — 30 метров, глубина — 1 метр, скорость течения воды 1 м/с.
Протекает по территории Холмскому городскому округу Сахалинской области. На реке стоят посёлки Пятиречье и Чистоводное.
Тиобут имеет несколько притоков, самые крупные из них — Старая Утка (21 км) и Ожидаевская (20 км).

## Данные водного реестра
По данным государственного водного реестра России относится к Амурскому бассейновому округу.
Код объекта в государственном водном реестре — 20050000212118300006380.